# Elektrisch gemaal
Een elektrisch gemaal is een gemaal dat elektrisch wordt aangedreven.
Elektrische bemaling werd voor het eerst op kleine schaal toegepast bij het verleggen van de Maasmonding omstreeks 1900. De elektromotor had ten opzichte van de toen gebruikelijke stoommachine het voordeel dat ze veel gebruiksvriendelijker was, vooral omdat een elektromotor een veel kortere opstarttijd heeft. Daarnaast maakte de veel kleinere elektromotor de bouw van kleinere en daardoor goedkopere gemaalgebouwen mogelijk. De snelle elektrificatie van het platteland door de aanleg van hoogspanningskabels maakte dat de stichting van elektrisch aangedreven gemalen in de loop van de twintigste eeuw steeds algemener werd. Daarbij moest de elektromotor concurreren met de dieselmotor, die als voordeel had dat de werking onafhankelijk was van de beschikbaarheid van elektriciteit. Doordat de kwaliteit van de stroomvoorziening door de nutsbedrijven in de loop der tijd steeds verder is verbeterd en het elektrisch aangedreven gemaal bij uitstek geschikt is voor automatisering van het gemaal is tegenwoordig verreweg het grootste deel van de gemalen in Nederland aangedreven door een of meer elektromotoren. 
Het oudste nog resterende elektrisch aangedreven gemaal is het hoofdgemaal van de polder Schieveen aan de Delftweg 220 te Rotterdam uit 1915. Dit gemaal wordt nog altijd aangedreven door de oorspronkelijke elektromotor van de Elektrotechnische Industrie vh. Willem Smit & Co. Slikkerveer, type DM 99/22 met een vermogen van 55 pk. Deze motor drijft direct een even oude Pannevis centrifugaalpomp aan, waarmee het gemaal een capaciteit heeft van 42 m³ per minuut bij een opvoerhoogte van 2,5 meter. 
Een ander vroeg elektrisch gemaal is De Waterwolf bij Lammerburen, prov. Groningen uit 1920. Men was zo trots op dit feit, dat men het waterschap dat dit gemaal beheerde Electra noemde. Omdat het echter te kostbaar was een elektriciteitskabel naar het gemaal aan te leggen, had het een eigen generator.

## Wieringermeer

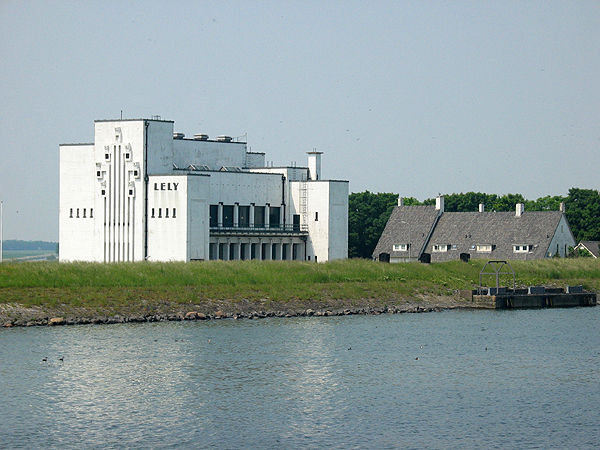
Gemaal Lely in de Wieringermeer.

In 1930 werd bij het droogmaken van de Wieringermeer gebruikgemaakt van een elektrisch gemaal, Het Gemaal Lely. Het gemaal bestond uit drie elektrisch aangedreven verticale pompen van 900 pk.  De elektrische voeding bestond uit drie 50/3 kV-transformatoren
Hiervoor werd een speciale hoogspanningslijn (50 kV) aangelegd van Oterleek (ten oosten van Alkmaar) naar dit gemaal bij Medemblik.